# ウィンブルドン・カレッジ・オブ・アート
ウィンブルドン・カレッジ・オブ・アート (Wimbledon College of Art) はロンドン芸術大学 (University of the Arts London) の中のカレッジの一つである。

## 概要
- 2006年からロンドン芸術大学になった。 ファインアートと演劇の専門家たちの協力を得て世界中から入学する学生達が独自の芸術を 育んできたカレッジである。
- ファインアート学科は質の高い制作実技や芸術理論などを専門とするプログラムを提供
- シアター学科は舞台芸術に関する学部から大学院課程まである。

## 出身者
- ジェフ・ベック, ミュージシャン
- ジェームス・アチソン（James Acheson）, アカデミー賞3回受賞のコシュチューム・デザイナー, 映画バンデットQの衣装を担当。
- Nik Borrow, bird artist
- レイモンド・ブリッグズ, 作家
- トニー・クラッグ, 1988年ターナー賞受賞
- Prunella Clough O.B.E., 1977 City of London Midsummer Prizewinnner
- David Farley, theatre designer, 2007 Laurence Olivier Award winner
- サラ・グリーンウッド, Oscar-nominated Production Designer
- Richard Hudson, set designer, Laurence Olivier Award winner, Designer of ライオン・キング
- Charles Knode, costume designer for Braveheart
- Christopher Oram, Theatre designer,Lawrence Olivier Award Winner and designer for Evita, Guys and Dolls.
- Francis O'Conner, Theatre/Opera Designer
- John Romer, Egyptologist and documentary maker
- John Scott, TV presenter
- Mark Tildesley, production designer for film and theatre
- Anthony Ward, マシュー・ボーンのクリエイティブスタッフ。くるみ割り人形の衣装デザインを担当
- 平子雄一 Yuichi Hirako, artist